# Емануелевский парк
Емануелевский (Эммануэлевский) парк — один из старейших курортных парков Пятигорска, раскинувшийся на Михайловской горе. Создавался в классическом английском стиле с 1828 по 1830 годы по проекту архитектора Иосифа Бернардацци.

## Описание
Начало строительства парка положил генерал-лейтенант Георгий Эммануэль, в честь которого он и получил своё название. В парке расположена Михайловская галерея (c Михайловскими источниками); находится горка Эолова (614 м), на которой возвышается Эолова арфа, а чуть ниже под ней — грот Лермонтова. Верхние части Горячеводского и Михайловского отрогов как бы соединены архитектурным ансамблем — Академической галереей. Музей «Домик Лермонтова» располагается на южном склоне Михайловской горы (ул. Лермонтова).

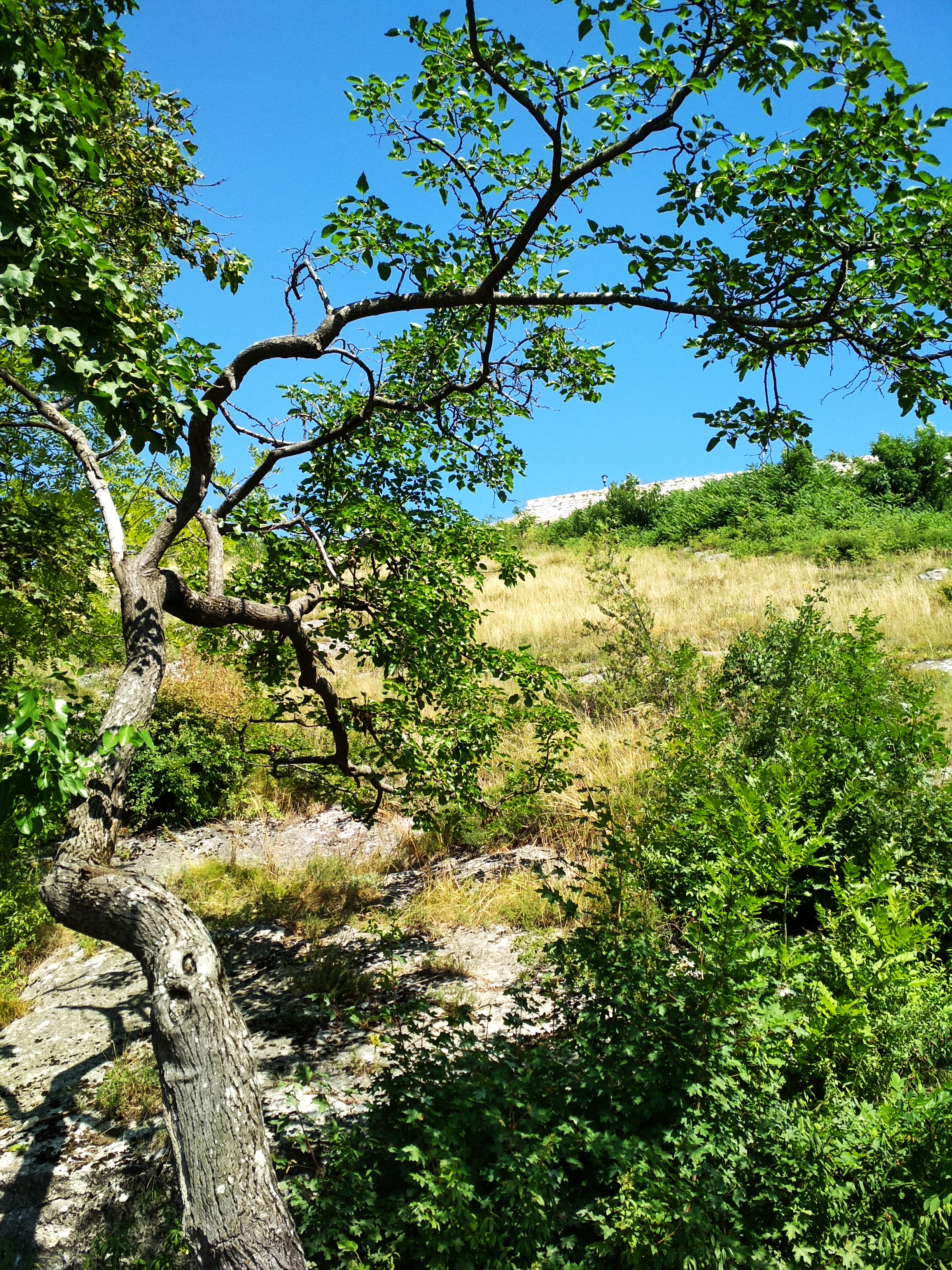
На переднем плане — тутовое дерево